# Station Dankowice
Station Dankowice is een spoorwegstation in de Poolse plaats Dankowice.